# Токин (гидроаэропорт)
Гидроаэропорт Токин (англ. Tokeen Seaplane Base), (ИАТА: TKI, FAA LID: 57A) — коммерческий гражданский гидроаэропорт, расположенный в населённом пункте Токин (Аляска), США.

## Операционная деятельность
Гидроаэропорт Токин находится на высоте уровня моря и эксплуатирует одну взлётно-посадочную полосу, предназначенную для приёма гидросамолётов:
- NE/SW размерами 1829 x 122 метров.

За период с 31 декабря 2006 года по 31 декабря 2007 года Гидроаэропорт Токин обработал 55 операций взлётов и посадок самолётов (в среднем 4 операции ежемесячно), из них 91 % пришлось на рейсы аэротакси и 9 % — на авиацию общего назначения.